# دورين جارنر
دورين جارنر (بالإنجليزية: Doreen Garner)‏ هي نحّاتة وفنانة أمريكية، ولدت في 1986.